# Succion du pouce

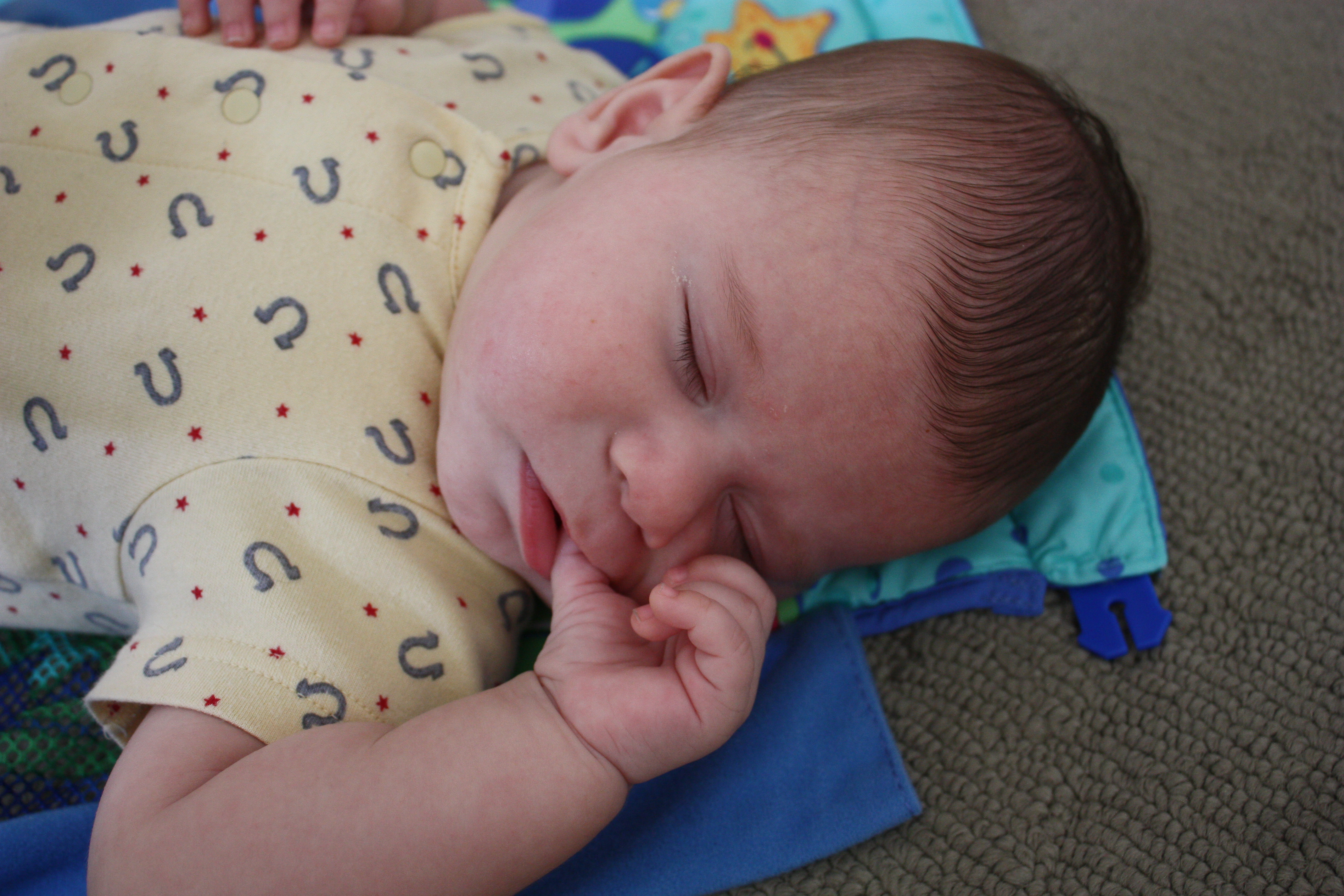
Bébé suçant son pouce.

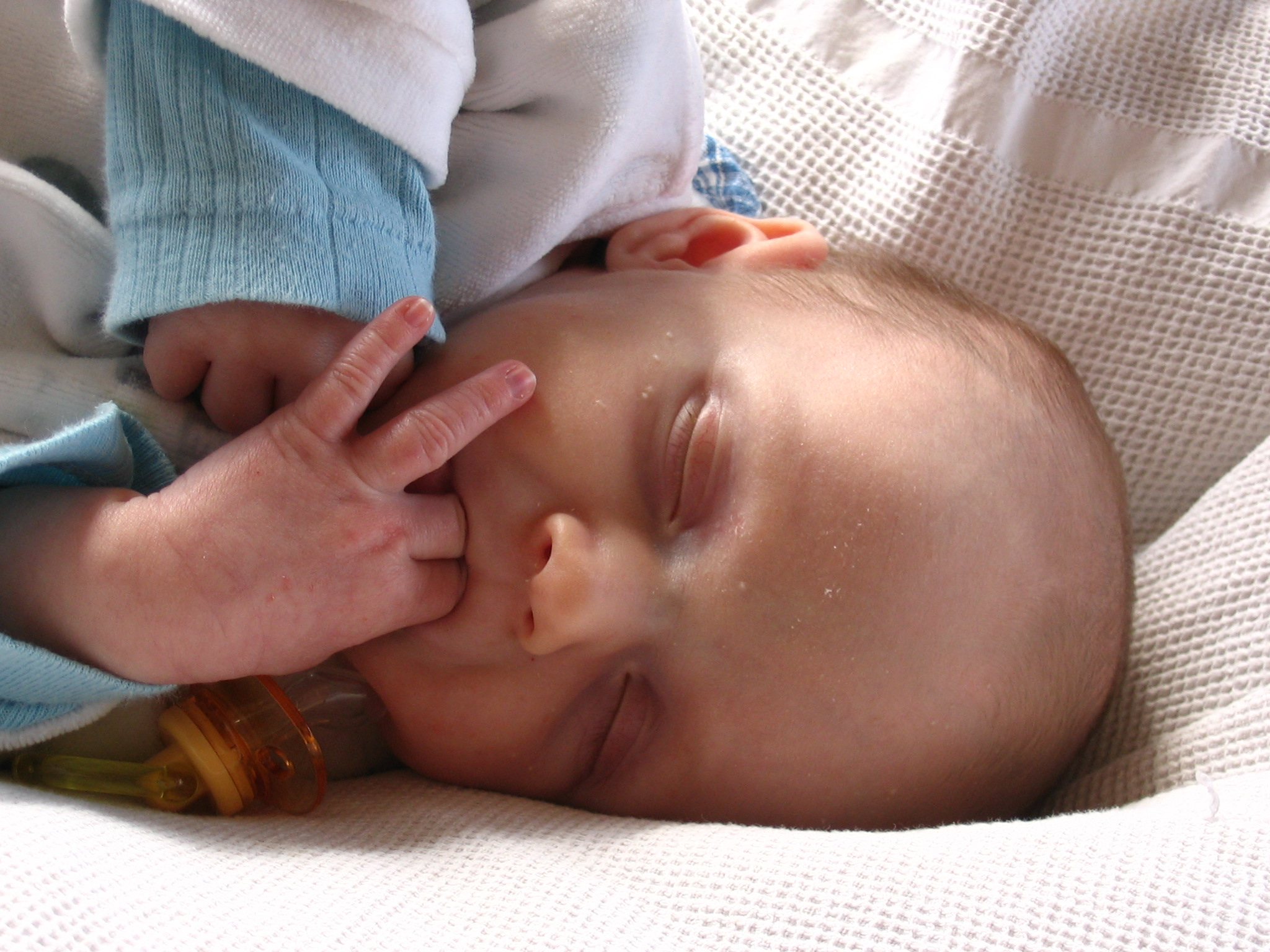
Les enfants s’apaisent en suçant une tétine, ou leurs doigts dont le pouce.

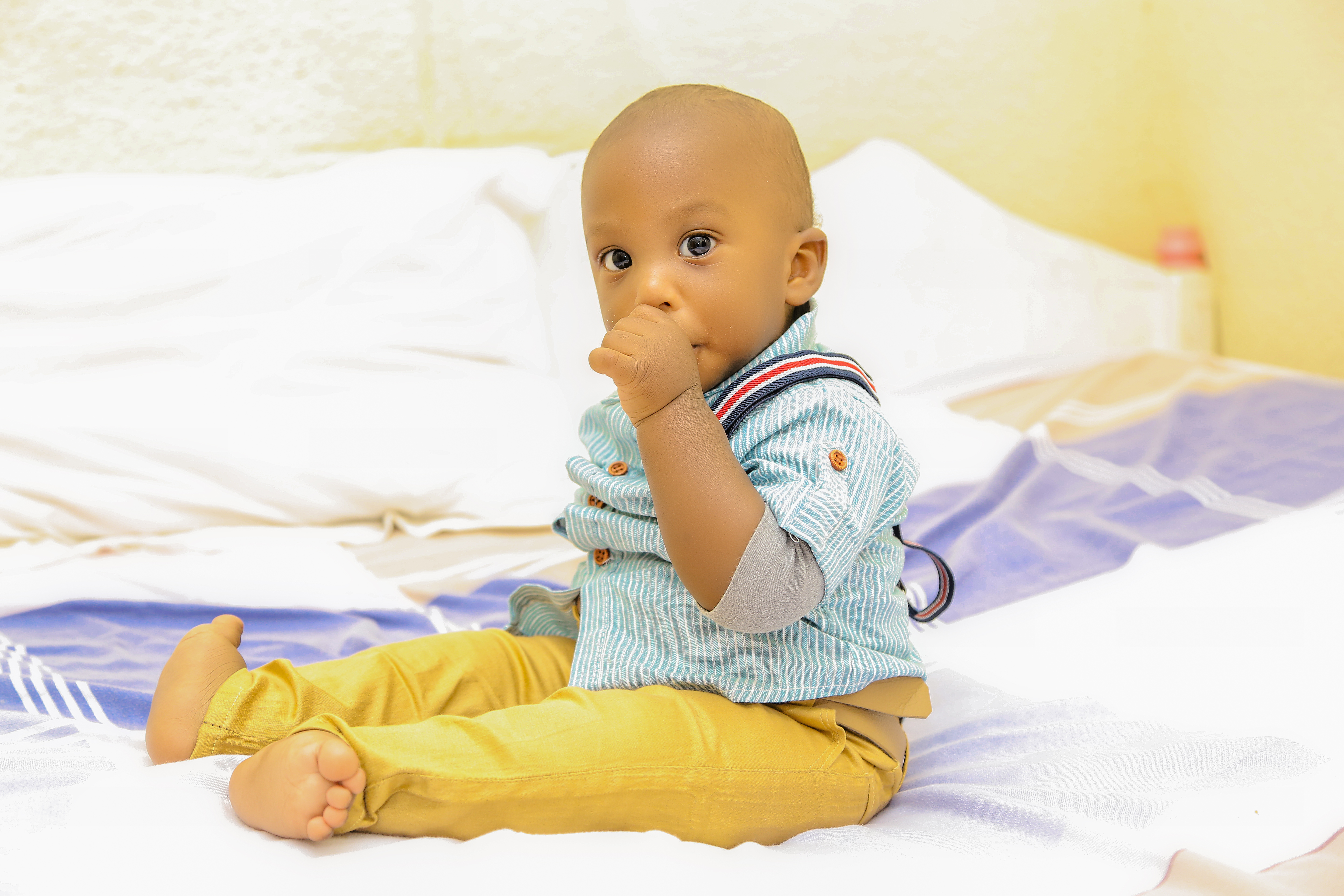
Bébé de sept mois suçant son pouce.

La succion du pouce est un comportement qui se rencontre chez les humains, les chimpanzés, les lémurs catta captifs et d'autres primates. Cela consiste généralement à placer le pouce dans la bouche et à en répéter la succion de façon périodique et prolongée. La succion peut aussi être effectuée sur n'importe quelle partie du corps qui peut être atteinte, comme le gros orteil, ou sur un objet comme une tétine. Elle est considérée comme apaisante pour le sujet. Au fur et à mesure que l'enfant développe cette habitude, il finit généralement par choisir un « doigt préféré » pour la succion.

## Chronologie
À la naissance, le bébé suce de façon réflexe n’importe quel objet placé dans sa bouche ; il s'agit d'un réflexe archaïque permettant notamment l'allaitement. D'autre part, des échographies ont révélé que la succion du pouce peut démarrer avant la naissance, dès la 15e semaine de grossesse, sans que l'on sache pour l'instant si le comportement est volontaire ou dû à des mouvements aléatoires du fœtus. Certains auteurs considèrent qu'il s'agit, avec la déglutition du liquide amniotique, de la mise en place du programme de succion-déglutition qui doit être opérationnel à la naissance.
Dès le début de son alimentation, les enfants apprennent que cette habitude n'est pas seulement un moyen d'obtenir de la nourriture mais qu'elle apporte aussi du plaisir, du confort et de la chaleur. Que ce soit avec sa mère, une bouteille ou une tétine, la succion est progressivement associée à une forte sensation d'auto-apaisement et de plaisir. Quand l'enfant devient plus grand et est finalement sevré de la nutrition par succion, il peut développer d'autres moyens pour recevoir les mêmes sensations physiques et émotionnelles, ou bien il peut continuer à s'apaiser en suçant ses doigts. Ce réflexe disparaît généralement à l'âge d'environ 4 mois, mais la succion n'étant pas un comportement purement instinctif, elle peut durer plus longtemps. 
La succion disparaît généralement à l'âge de 5 ans. Certains enfants plus âgés conservent néanmoins cette habitude et développent des problèmes dentaires. Bien que les dentistes recommandent de faire cesser la succion du pouce le plus tôt possible, il a été montré que tant que l'habitude cesse avant l'apparition des dents définitives, vers l'âge de 5 ans, les dommages sont réversibles. La succion du pouce est parfois conservée jusqu’à l'âge adulte ce qui peut être dû à un trouble du mouvement stéréotypé (en), une autre maladie psychiatrique ou tout simplement à la force de l'habitude.

## Problèmes dentaires et prévention

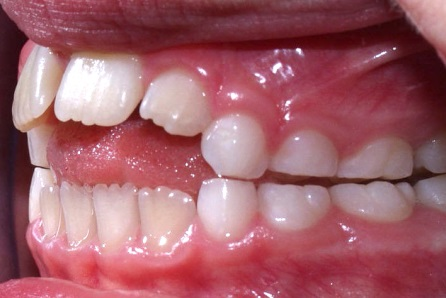
Prognathisme alvéolaire, causé par la succion du pouce et la poussée de la langue chez une fillette de 7 ans.

| Pourcentage d'enfants suçant leur pouce (données établies par deux chercheurs) \| Âge \| Kantorowicz[5] \| Brückl[8] \| \| 0–1 1–2 \| 92 % 93 % \| 66 % \| \| 2–3 \| 87 % \| – \| \| 3–4 4–5 5–6 \| 86 % 85 % 76 % \| 25 % \| \| Au-delà de 6 \| — \| 9 % \| |                |        |
| Âge | Kantorowicz    | Brückl |
| 0–1 1–2 | 92 % 93 %      | 66 %   |
| 2–3 | 87 %           | –      |
| 3–4 4–5 5–6 | 86 % 85 % 76 % | 25 %   |
| Au-delà de 6 | —              | 9 %    |

La succion du pouce peut provoquer différents problèmes comme le prognathisme.
La plupart des enfants arrêtent d'eux-mêmes de sucer leur pouce, une tétine ou d'autres objets entre l'âge de deux ans et de quatre ans. Leur dentition et leur mâchoire n'en sont pas affectées tant que les   dents permanentes n'ont pas commencé à pousser. Les soucis surviennent entre les âges de 6 et 8 ans ; à ces âges, la succion peut altérer la forme de la cavité orale et la dentition,.